# Aire urbaine de Chaumont
L'aire urbaine de Chaumont est une aire urbaine française centrée sur l'unité urbaine de Chaumont, en Haute-Marne. Composée de 65 communes selon la délimitation effectuée en 2010 par l'INSEE, elle comptait 42 522 habitants en 2013. Elle ne comptait que 35 communes en 1999.

## Caractéristiques en 1999
D'après la définition qu'en donne l'INSEE, l'aire urbaine de Chaumont est composée de 33 communes, situées dans la Haute-Marne. Ses 36 565 habitants font d'elle la 175e aire urbaine de France.
2 communes de l'aire urbaine sont des pôles urbains.
Le tableau suivant détaille la répartition de l'aire urbaine sur le département (les pourcentages s'entendent en proportion du département) :
| Département | Communes | Communes (%) | Superficie (km²) | Superficie (%) | Population (1999) | Population (%) |
| ----------- | -------- | ------------ | ---------------- | -------------- | ----------------- | -------------- |
| Haute-Marne | 33       | 7,6          | 509,50           | 8,2            | 36 565            | 18,8           |